# Mikrogeophagus
Mikrogeophagus (Frey, 1957) è un genere di pesci d'acqua dolce appartenenti alla famiglia Cichlidae.

## Distribuzione e habitat
Queste specie sono diffuse nel bacino idrografico dell'Orinoco, del Rio delle Amazzoni, del Guaporé e del Mamoré.

## Descrizione
Il corpo frontalmente è piuttosto alto, compresso ai fianchi. Il profilo laterale è ovaloide, con un tozzo peduncolo caudale. La pinna dorsale, alta e lunga, ha i primi raggi allungati. Le pinne ventrali sono appuntite, l'anale è allungata. La livrea è sgargiante in entrambe le specie e molto varia per ogni individuo, esistono alcune varianti: solitamente la testa e la zona delle branchie è giallo-verde con riflessi color pesca, il ventre rossastro, il resto del corpo verde-azzurro puntinato d'azzurro chiaro. L'occhio, che è rosso, è attraversato da una linea curva nera che parte dalla testa e finisce alla gola. I primi raggi della pinna dorsale sono neri, così come la radice della pinna e parte del dorso e dei fianchi, tappezzati da 2 o più macchie nere e bianche, più piccole. Le pinne ventrali hanno una colorazione varia: dal nero al bluastro, al rosso violetto. Le altre pinne sono azzurrine o rosate, marezzate da piccole macchie azzurre.

Le dimensioni sono minute: raggiungono i 5–6 cm.

## Riproduzione
Come tutti i Ciclidi sono ovipari. La femmina cura le uova e gli avannotti.

## Acquariofilia
Entrambe le specie si sono velocemente diffuse in commercio in tutto il mondo, anche se il loro allevamento è spesso sottovalutato e considerato molto semplice: in realtà sono ciclidi piuttosto esigenti. Tuttavia sono considerati pesce semplice da riprodurre per gli appassionati di ciclidi. Sono allevati anche per studi etologici.

## Specie
- Mikrogeophagus altispinosus (Haseman, 1911)
- Mikrogeophagus ramirezi (Myers & Harry, 1948)